# Neocorynura tica
Neocorynura tica är en biart som beskrevs av Smith-pardo 2006. Neocorynura tica ingår i släktet Neocorynura och familjen vägbin. Inga underarter finns listade i Catalogue of Life.